# Canal de sódio epitelial

Figura esquemática de um canal de sódio epitelial

O canal de sódio epitelial é uma canal iónico ligado à membrana celular que é permeável a iões Li+, protões e especialmente iões Na+. É um canal iónico constitutivamente activo. Pensa-se que seja o canal mais selectivo.

## Estrutura
O canal é composto por três subunidades diferentes: α, β, γ. A estequiometria destas subunidades ainda está para ser verificada, mas é provável que seja uma proteína heterotrimérica Cada uma das subunidades é composta por duas hélices transmembranares e um laço extracelular. Os terminais carboxi e amino de todos os polipéptidos estão localizados no citosol.

## Localização e função
O canal está localizado na membrana apical de células epiteliais polarizadas, particularmente no rim, no pulmão e no cólon. Está envolvido no transporte iónico transepitelial de Na+, que é conseguido conjuntamente com a Na+/K+-ATPase.
Nos rins, é predominantemente no segmento distal do néfron, mais precisamente no túbulo coletor inicial e túbulo coletor distal, também sendo presente no ducto coletor medular.

## Genes
- SCNN1A, SCNN1B, SCNN1G, SCNN1D